# اچ‌اس‌دابلیوام‌اس هالاند (۱۹۹۶)
اچ‌اس‌دابلیوام‌اس هالاند (۱۹۹۶) (به انگلیسی: HSwMS Halland (1996)) یک زیردریایی است که طول آن 60.4 meters (198 feet 2 inches) می‌باشد. این زیردریایی در سال ۱۹۹۶ ساخته شد.